# Westerplatte (Nowy Sącz)
Osiedle Westerplatte – osiedle mieszkaniowe w północnej części Nowego Sącza. Obejmuje teren pomiędzy ulicami Lwowską, Batalionów Chłopskich, Alejami Sucharskiego i potokiem Łubinka. Graniczy z osiedlami Barskie, Kochanowskiego, Chruślice, Gołąbkowice.
W XIX wieku tereny obecnego osiedla  Westerplatte zlokalizowane między Załubińczem a Gołąbkowicami były częścią Gołąbkowic i zostały włączone do Nowego Sącza w kwietniu 1942. W roku 1971 rozpoczęto budowę osiedla. Do 1983 roku powstało osiedle Barskie II A. Obecne granice i nazwa osiedla zostały ustalone w 1990 roku.
Ulice: Batalionów Chłopskich (prawa strona), Chruślicka od nr 9 do nr 13, Lwowska od nr 97 do nr 129, Sucharskiego od nr 44 i od nr 9 do końca ulicy, Westerplatte.